# Змішані насадження
«Змішані насадження» — ботанічна пам'ятка природи місцевого значення. 
Об’єкт знаходиться в межах Жеревського лісництва ДП «Іванківське лісове господарство» – квартал 23, виділ 8.
Оголошено рішенням виконкому Київської області Ради трудящих від 28 лютого 1972 р. № 118.
На території об’єкту зростають 112-річні соснові складні насадження високої продуктивності, де другий ярус займає дуб, вільха чорна, ялина.

## Галерея

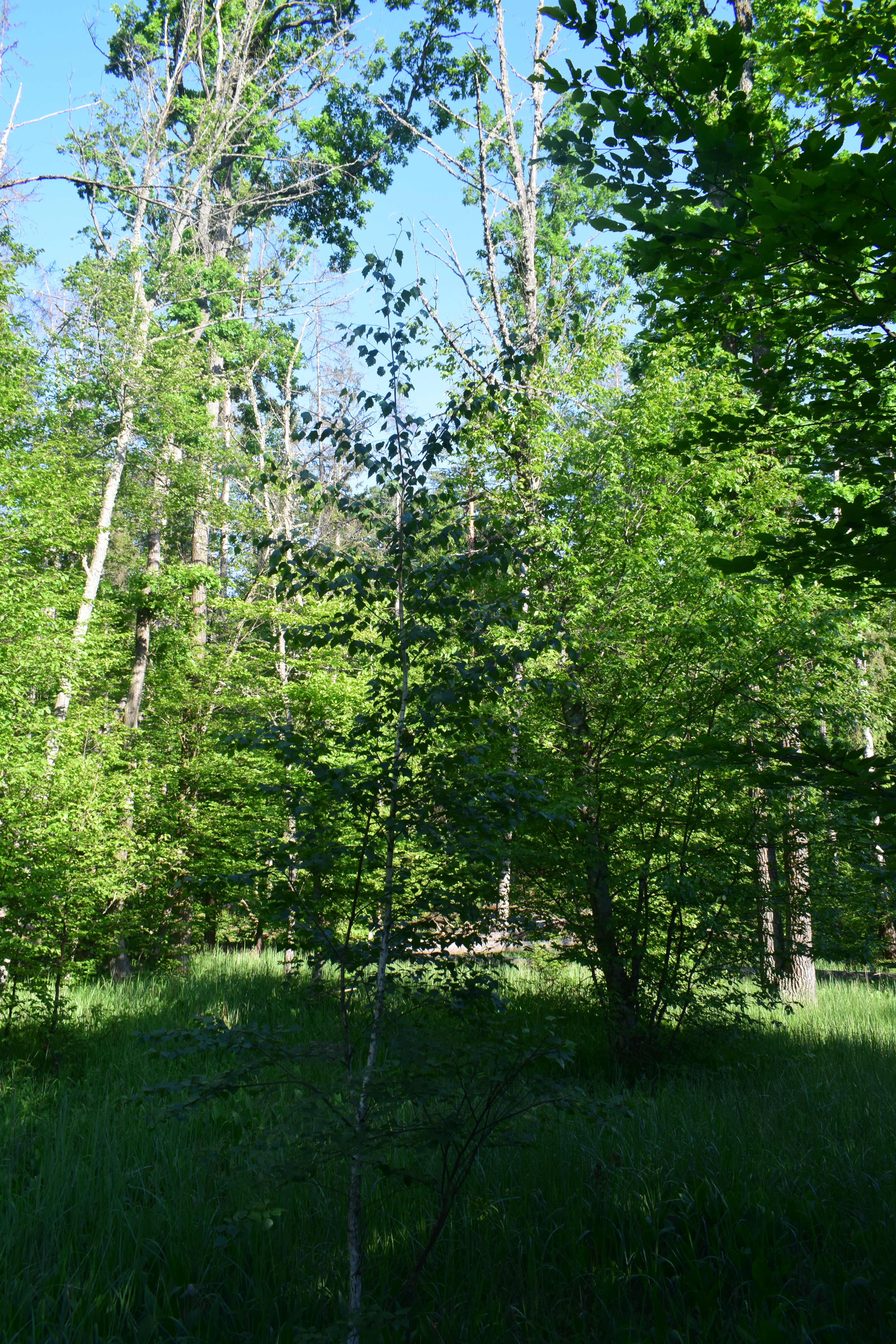
Змішані насадження
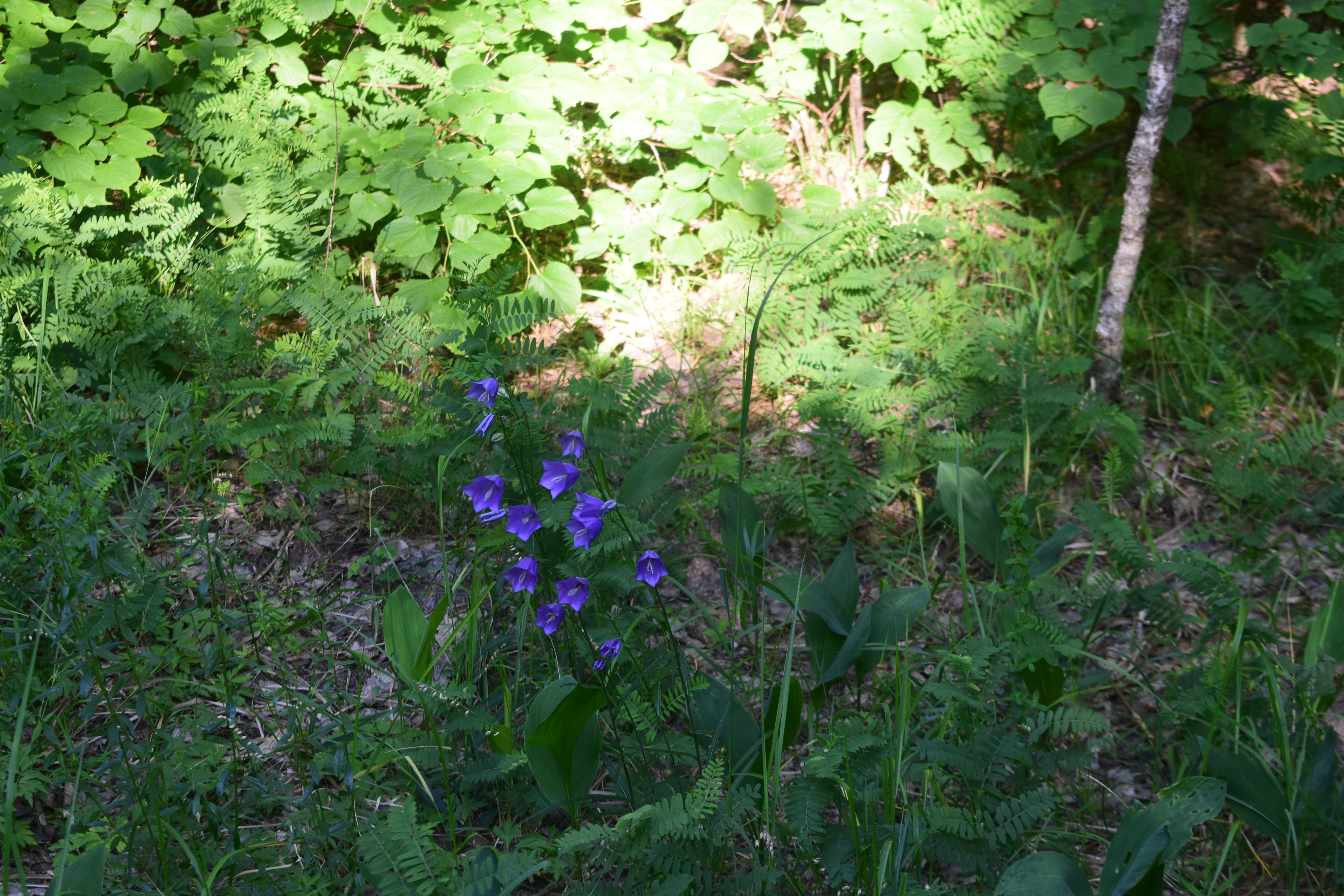
Дзвоники
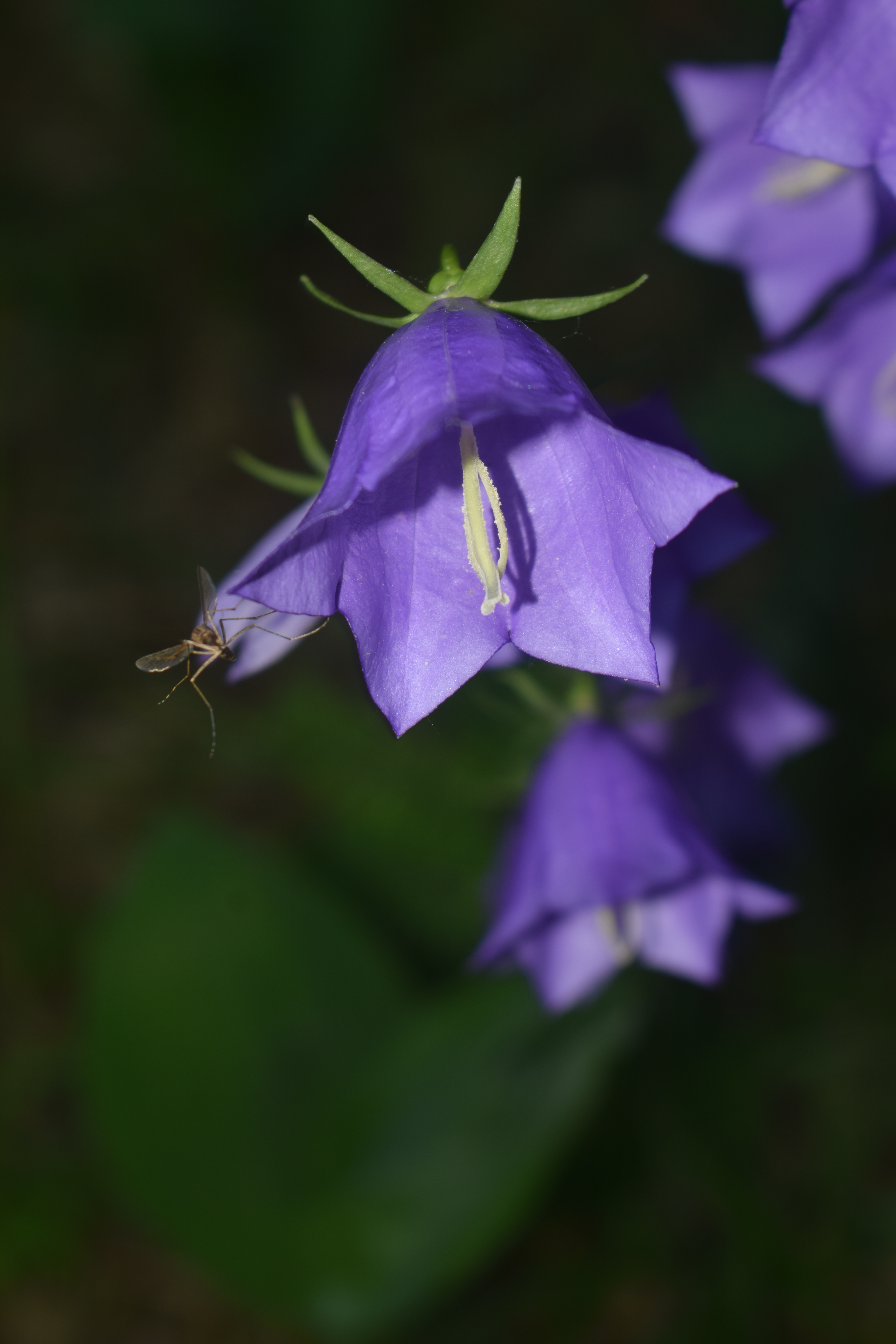
Дзвоники
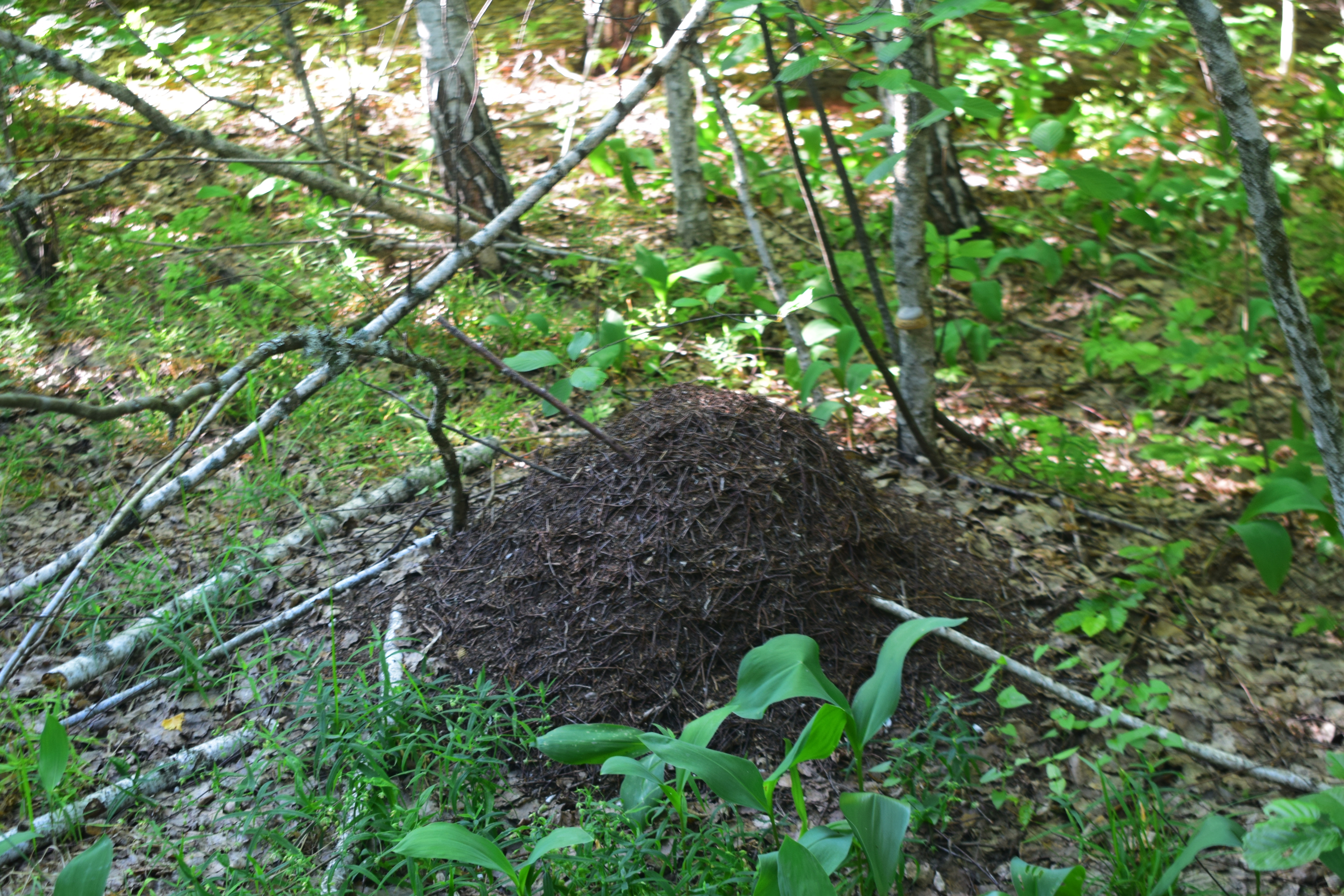
Мурашник
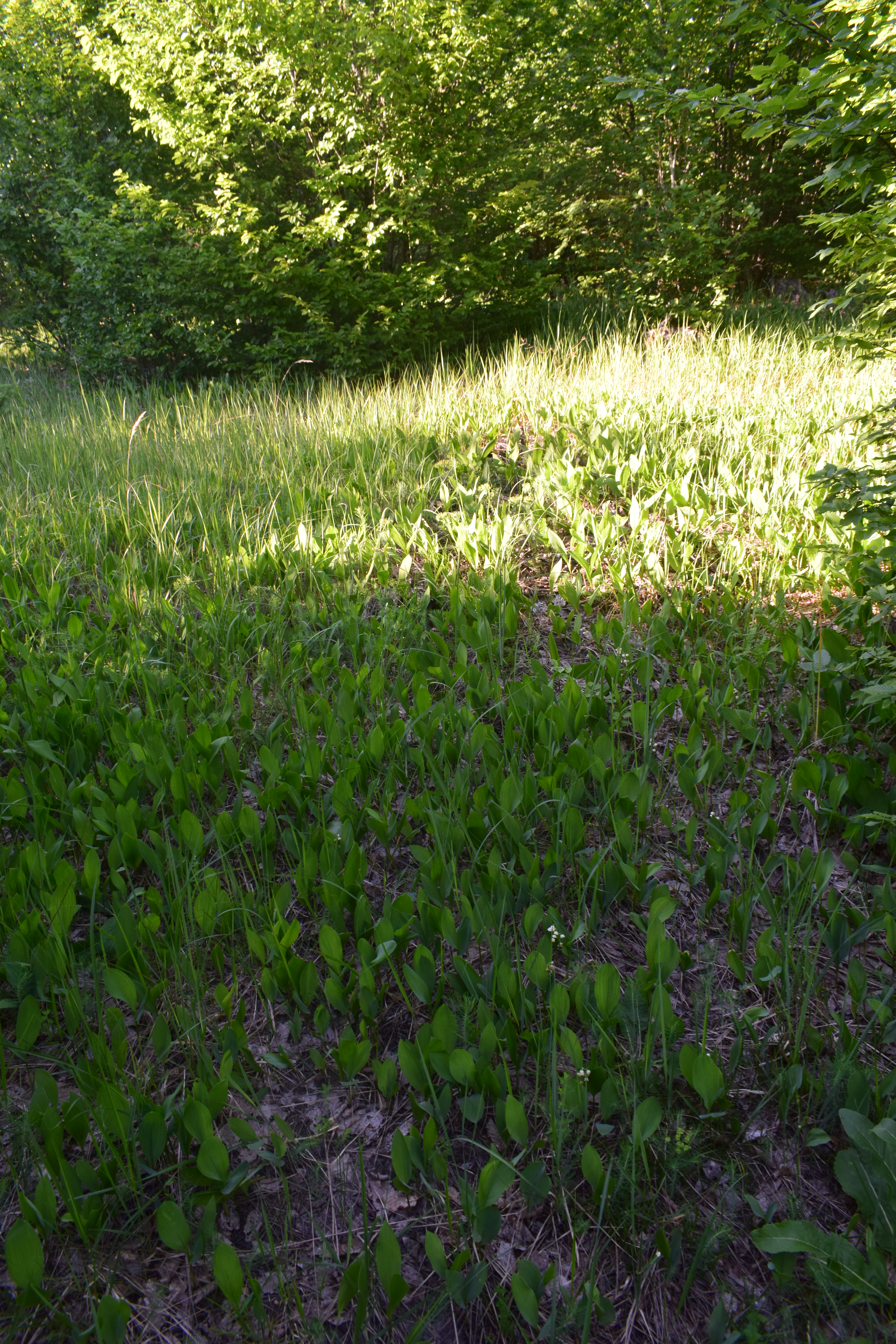
Конвалія травнева